# Фауске
Фауске (норв. Fauske) је насељено место у Норвешкој у округу Нордланд. Има статус града од 1998.